# Starček přímětník

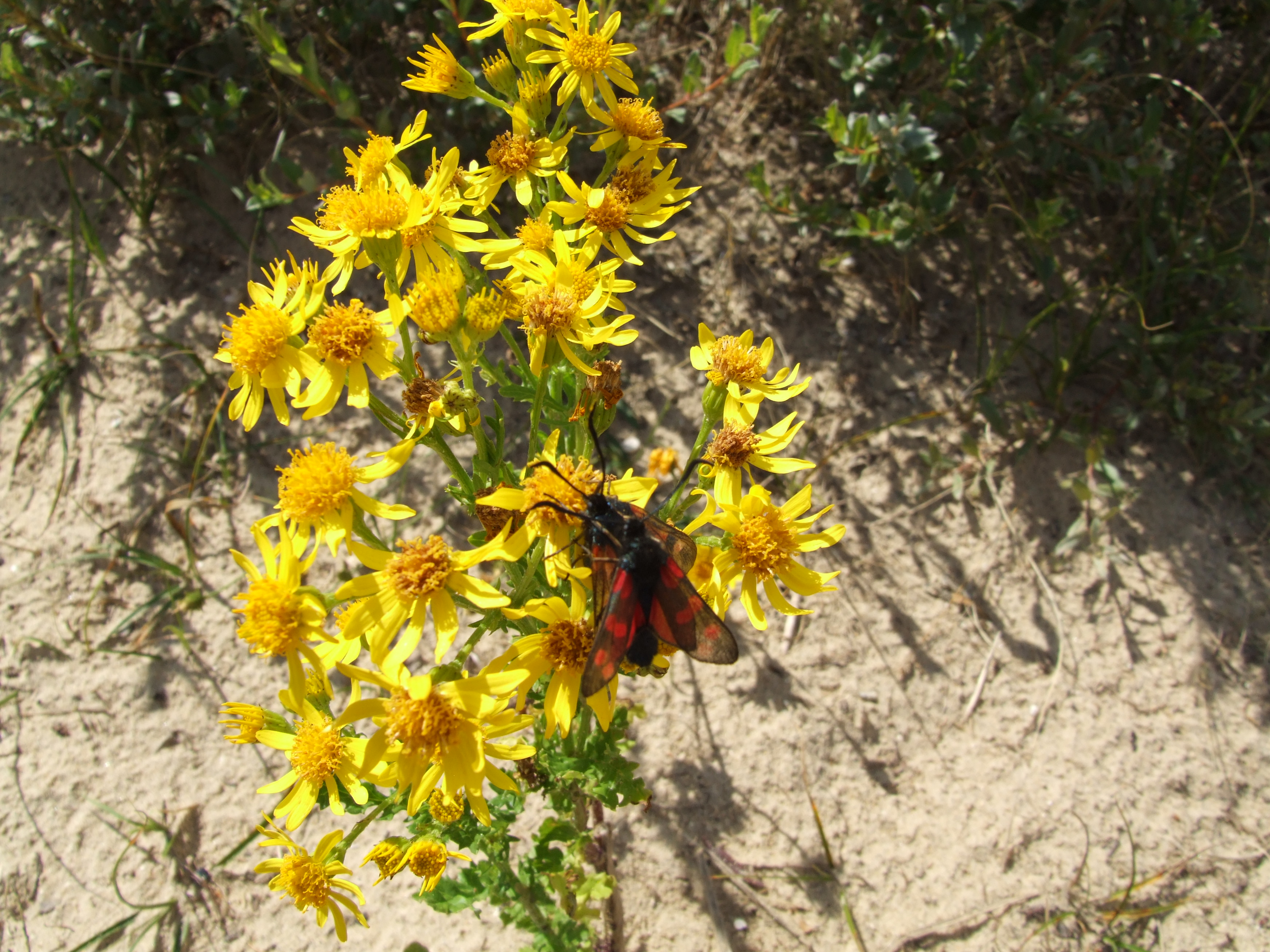
Starček přímětník

Starček přímětník (Senecio jacobaea) je hodně rozšířená, žlutě kvetoucí planě rostoucí rostlina. Je to druh rodu starček u něhož lze očekávat změny v taxonomickém zařazení. Rostlina obsahuje pyrrolizidinové alkaloidy a způsobuje chronické otravy hospodářských zvířat.

## Výskyt
Je rozšířen mimo nejsevernějších území po celé Evropě, směrem na východ přes Malou Asii, oblast Kavkazu, střední Sibiř a Střední Asii až do okolí Bajkalu, jižním směrem zasahuje až na sever Afriky. Také byl zavlečen do Severní Ameriky a na Nový Zéland. V České republice roste původně především v termofytiku a mezofytiku, jeho zřídkavý výskyt v horských polohách je přičítán druhotnému zanesení lidmi.
Druh pocházející z lesostepí obvykle v Česku vyrůstá na sušších místech pastvin, luk a mezí, na kamenitých stráních a nezastíněných okrajích lesů. Rozšiřuje se také na příhodná místa v okolí cest, železničních tratí, opuštěných lomů a na různé ruderalizované plochy.

## Popis
Rostlina je dvouletý nebo krátce vytrvalý hemikryptofyt vyrůstající z nedlouhého, jako ukousnutého oddenku s krátkou, rozvětvenou hlavou. Má vzpřímenou, rýhovanou lodyhu dorůstající do výše 30 až 90 cm která je v horní části rozvětvená, lysá nebo pavučinatě chlupatá a často bývá vespod nachově naběhlá. Tuhé, řídce vlnaté a později olysalé listy bývají zbarvené zeleně až modrozeleně a jsou peřenosečné až peřenodílné a výrazně zkadeřené. Listy vyrůstající v růžici jsou řapíkaté a jejich lyrovité čepele jsou 1 až 3krát zpeřené, mají nápadně velký, vejčitý, nepravidelně zoubkovaný poslední úkrojek a bývají dlouhé 7 až 20 cm a široké 2 až 5 cm, u báze je několik tenkých čárkovitých úkrojků a mají často červenou žilnatinu. Střídavě vyrůstající lodyžní listy, často bez zřetelného řapíku, jsou výrazně zprohýbané s úkrojky prostorově rozloženými a bez výrazného koncového úkrojku. Listy v růžici i vespod lodyhy za květu obvykle usychají.
Sytě žluté květní úbory na stopkách asi 1 cm dlouhých mívají v průměru 15 až 20 mm a jsou poskládány do chocholičnaté laty. Na bezplevném květním lůžku vyrůstají dvojaké kvítky, v terči 60 až 80 oboupohlavných s pětizubou trubkovitou korunou a po obvodě 12 až 15 pestíkovitých jazykovitých s asi 10 mm dlouhou ligulou se třemi zoubky. Gyneceum je složeno ze dvou plodolistů, trubkovité kvítky mají po pěti tyčinkách. Úbory mají široce zvonkovitý, 5 až 10 mm dlouhý, často nahnědlý jednořadý zákrov tvořený asi 13 zelenými, podlouhle kopinatými listeny a na bázi je asi poloviční počet drobných listenů zákrovečku. Kvete od července do září.
Plodem je žebrovatá válcovitá nažka asi 2 mm dlouhá se 6 mm bílým chmýrem. Nažky jsou dvou typů, z trubkovitých kvítků jsou na žebrech brvité a mají chmýr trvalý, z jazykovitých jsou lysé a chmýr mají snadno opadavý. Statná rostlina může ročně vyprodukovat až tisíce po mnoho let dobře klíčivých nažek které jsou rozšiřovány převážně větrem.

## Význam
Vyzdvihována je především jedovatost této rostliny, která obsahuje toxický alkaloid pyrrolizidin. Je nebezpečná pro pasoucí se zvířata stejně jako pro lidi, kteří konzumují nakažené produkty (mléko, semena, vejce, med) nebo jejich kůže dlouhodobě přichází do styku s rostlinou či vdechují její pyl. Pyrrolizidin se kumuluje v organizmu a způsobuje pomalé a nevratné poškození jater a nervové soustavy. Chronická otrava koní tímto starčkem se nazývá žďárská choroba. Dobytek při větší konzumaci uhyne, u lidí se nemoc začíná projevovat bolestí břicha.
Nať byla často používána v lidovém léčitelství k zástavě krvácení a zhojení zanícených ran. Odtud pochází i jeho druhové jméno, dříve se zanícené ráně říkalo přímět. Starček přímětník je žírnou rostlinou housenek motýla přástevníka starčkovitého (Callimorpha jacobaeae), které nežerou ptáci, obojživelníci ani savci.

## Taxonomie
Starček přímětník se v Evropě rozděluje do dvou poddruhů. První nominátní starček přímětník pravý (Senecio jacobaea L. subsp. jacobaea) roste téměř po celé Evropě a tudíž i v ČR.
Druhý poddruh (Senecio jacobaea L. subsp. dunensis) (Dumort.) Kadereit et P. D. Sell se vyskytuje pouze v pobřežních dunách Baltského a Severního moře a na rozdíl od nominátního poddruhu mu chybí jazykovité květy.
Po prozkoumání evolučních vztahů bylo navrženo přeřadit do nového rodu Jacobaea druhy ze sekcí Jacobaea a Crociseris z rodu Senecio, ty jsou s ostatnímu druhy rodu Senecio spřízněny jen velmi vzdáleně. Podle tohoto zatřídění dostal starček přímětník nové vědecké jméno Jacobaea vulgaris. Toto nové členění dosud nebylo evropskými badateli přijato, je však už používáno mj. u.

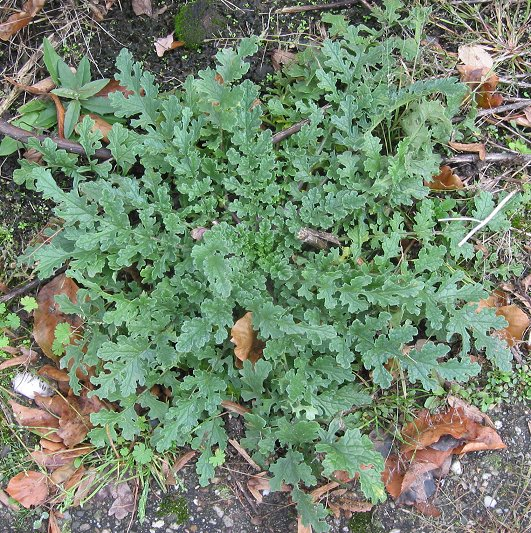
Listová růžice
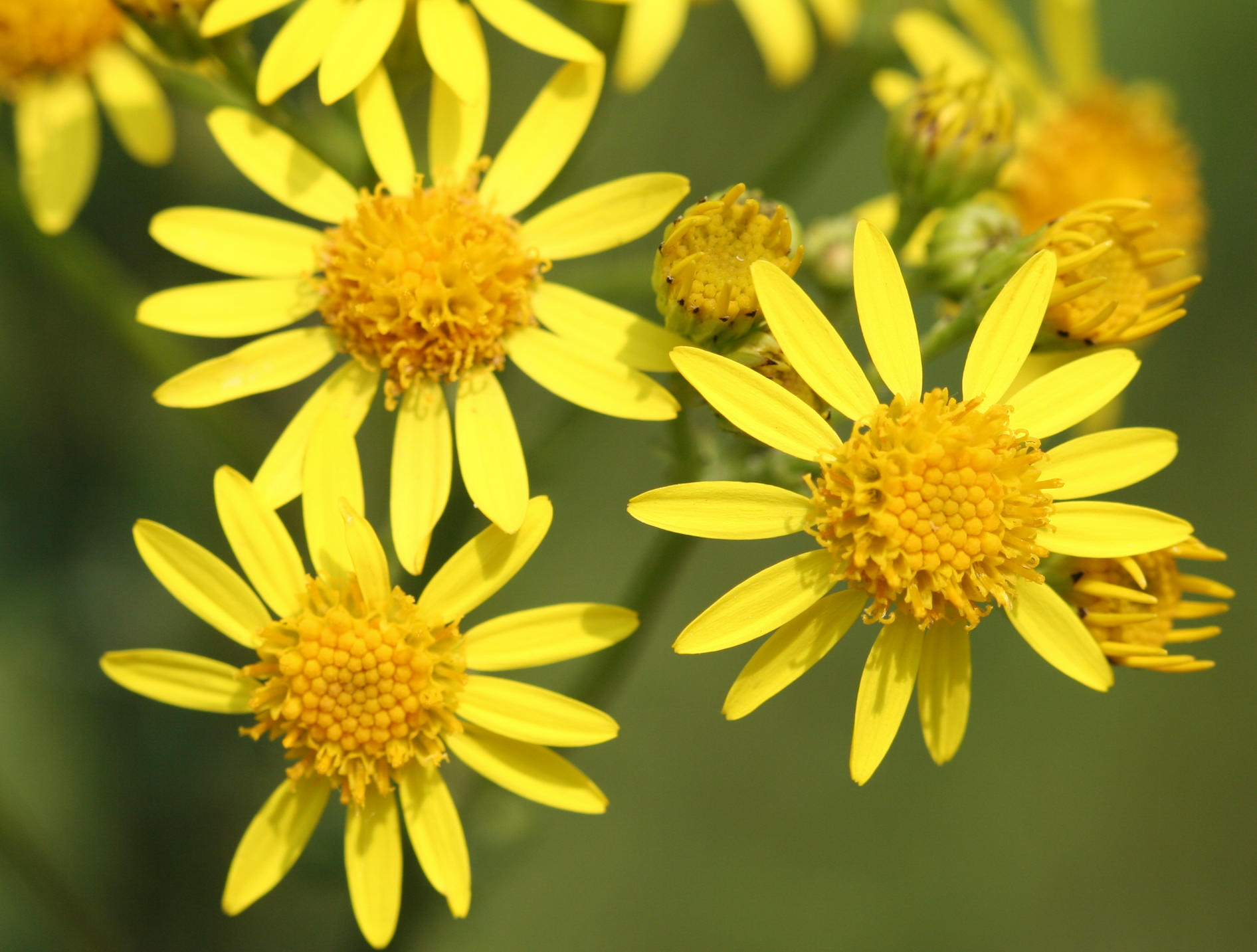
Úbory květů
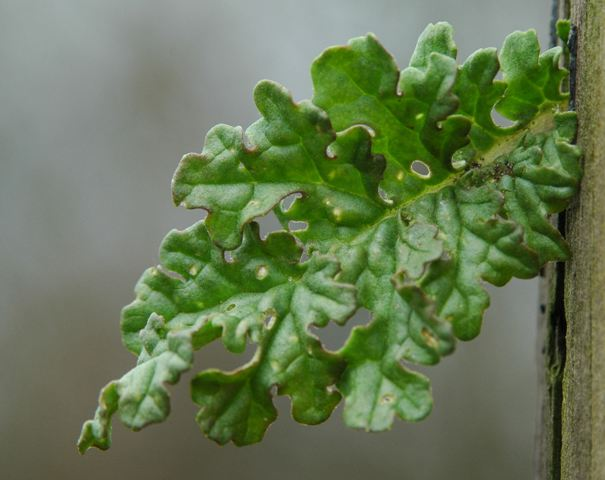
Lodyžní list
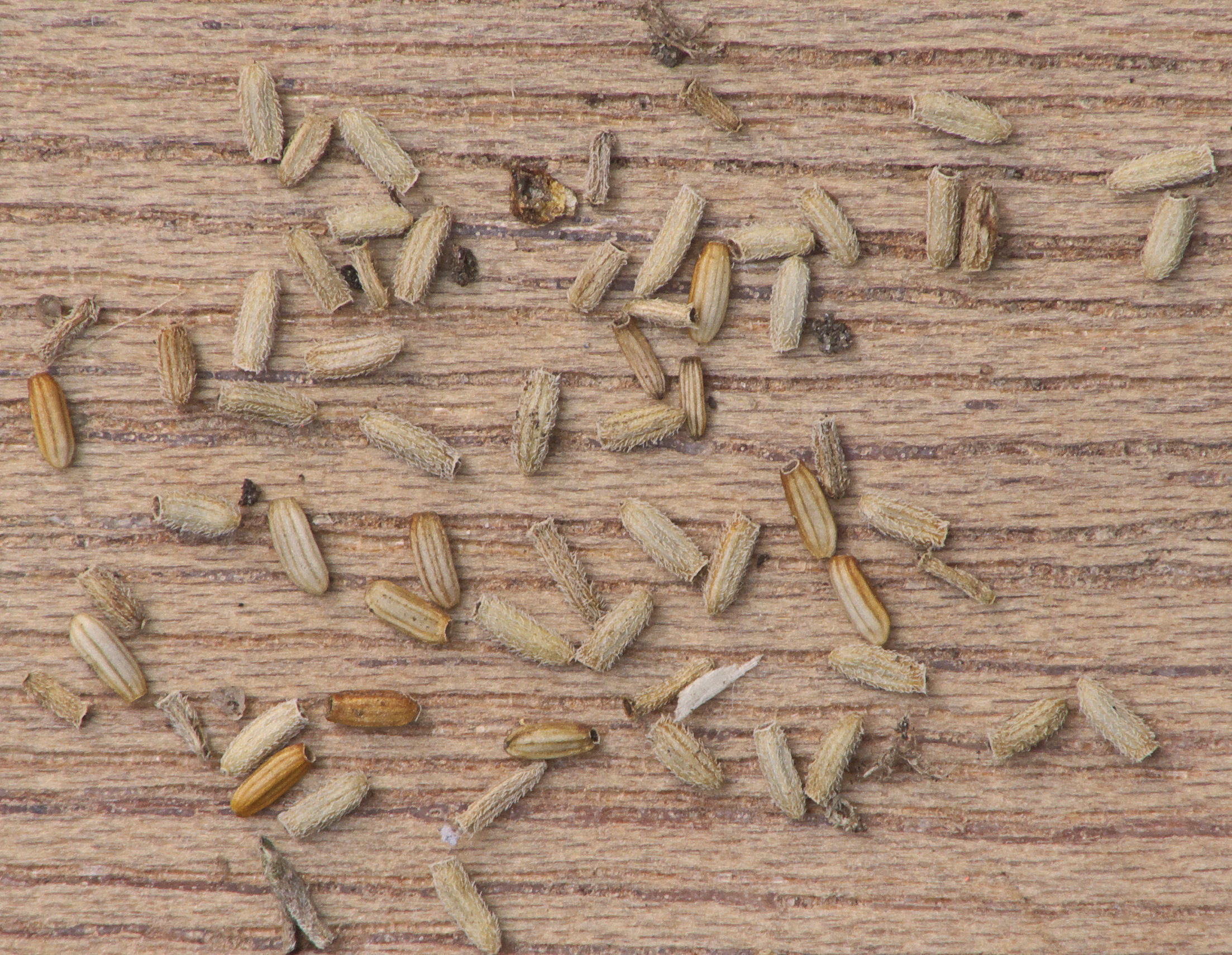
Nažky bez chmýru